# 吉格梅多吉國家公園
27°45′N 89°31′E / 27.750°N 89.517°E
吉格梅多吉國家公園是不丹的國家公園，位於該國西北部，橫跨加薩宗和廷布宗，成立於1974年，面積4,316平方公里，有雪豹、雲豹、孟加拉虎、岩羊、黑麝、喜馬拉雅小貓熊、斑林狸等野生動物棲息。